# Anthime Corbon
Pour les articles homonymes, voir Corbon.
Anthime Corbon, né le 23 décembre 1808 à Arbigny-sous-Varennes et mort le 27 février 1891 à Paris 5e, est un homme politique français.

## Biographie
Fils d'un artisan, Corbon travaille dès l'âge de sept ans chez un tisserand. En 1832, il débute dans une imprimerie à Paris et devient metteur en page chez Plon. La même année, il devient sculpteur sur bois et acquiert une réputation dans cette profession. En 1841, il aborde la sculpture sur marbre.
Esprit curieux des idées sociales de son temps, inspirées de Saint-Simon et de son disciple Philippe Buchez, il édite, de  1840 à 1850, le programme de ses revendications, telles que la limitation de la durée de la journée de travail, l'établissement d'un salaire minimum, la transformation des conseils de Prud'hommes et les caisses de retraite, dans le journal L'Atelier.
À l’avènement de la Deuxième République, il est élu vice-président de la Constituante, avec le soutien des modérés avec Philippe Buchez comme président.
En 1859, il publie un ouvrage, De l'enseignement professionnel.
Sous le Second empire, alors qu’il assiste à une réunion chez le député Garnier-Pagès, peu avant les élections de Paris, il est arrêté avec d'autres républicains, en 1863, et compris dans le procès des treize en 1864, pour avoir fait partie d'une association non autorisée de plus de vingt personnes et condamné à 500 francs d’amende.
Il est nommé maire du 15e arrondissement de Paris le 4 septembre 1870 par le Gouvernement de la Défense nationale, puis confirmé aux élections du 5 novembre 1870 par 6 386 voix contre 4 029 pour Victor Hugo.
Dans les premiers jours de la Commune de Paris, il s'efforce, au sein du comité de conciliation, de prévenir la guerre civile.
À partir de juillet 1871, il devient représentant de la Seine à la Chambre des députés et contribue au triomphe des lois constitutionnelles qui ont établi la Troisième République en 1875.
Il est élu sénateur inamovible le 15 décembre 1875. Il prend parti pour l'enseignement obligatoire. Au Sénat, il est entouré d'un respect unanime.

## Hommages
- La « rue Corbon » située dans le 15e arrondissement de Paris, lui est dédiée.
- L'école élémentaire « Corbon » située au no 3 de la rue éponyme, lui est dédiée[7].
- Le lycée professionnel « Claude Anthime Corbon » situé au no 5 dans le même lieu, lui est dédié[8].

## Publications
- De l'enseignement professionnel, Paris, Imp. de Dubuisson et Cie (réimpr. 1860 et 1971) (1re éd. 1859), 192 p., 15 cm (OCLC 457219447, BNF 30269153, SUDOC 066427002, lire en ligne).
- Le Secret du peuple de Paris, Paris, Pagnerre, 1863, 412 p., 19 cm (OCLC 457219478, BNF 30269158, SUDOC 097203874, lire en ligne).
- Conférence sur l'enseignement professionnel, Paris, impr. nationale, 1879, in-8º (OCLC 1243948149, SUDOC 103201734, présentation en ligne).